# Maypole (Isles of Scilly)
Maypole – osada w Anglii, na wyspach Scilly, w hrabstwie ceremonialnym Kornwalia. Leży 58 km na zachód od miasta Penzance i 469 km na zachód od Londynu.